# Potočari
Potočari is een plaats in de gemeente Srebrenica, in de Servische Republiek. Het ligt in het oosten van Bosnië en Herzegovina, 6 kilometer ten noordwesten van Srebrenica. In 1991 had de plaats 4338 inwoners van wie 93% Bosniakken en 7% tot andere bevolkingsgroepen behorend, voornamelijk Serviërs.
Tijdens de Bosnische Oorlog was het dorp in de enclave van Srebrenica. Op de site van een oude autofabriek bevond zich het Nederlandse VN-bataljon Dutchbat, onderdeel van UNPROFOR. Het had de opdracht om toe te zien op het 'bestand' tussen de Moslims en Serviërs, het beschikte hiervoor over 7600 militairen en licht geschut. Het is een groot misverstand dat Dutchbat de opdracht had om de enclave te verdedigen. Als het zijn missie succesvol had mogen uitvoeren en deze enclaves had moeten beveiligen zouden er 34.000 militairen en zwaar afweergeschut voor nodig zijn geweest.
Net als in andere plaatsen in de enclave nam de bevolking toe, omdat er vluchtelingen uit andere delen van Bosnië bij kwamen. In juli 1995 pleegden Servische strijdkrachten hier en in andere delen van de enclave Srebrenica een genocide. Gedurende de Val van Srebrenica werden door de Serviërs hier meer dan 8000 mensen omgebracht. Het wordt gezien als de ergste daad van genocide in Europa sinds de Tweede Wereldoorlog.